# Webcomic

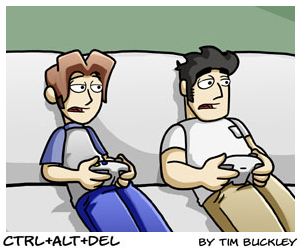
Beispielhaftes Bild eines Webcomics (Ctrl+Alt+Del)

Webcomics sind Comics, die vorrangig oder ausschließlich über das World Wide Web im
Internet publiziert werden. Davon zu unterscheiden sind Comics, die für den Druck produziert und nebenbei im Internet veröffentlicht werden. Die Übergänge können fließend sein.
Der Großteil der Webcomics ist grundsätzlich kostenlos. Viele Autoren erstellen Webcomics als Hobby und nehmen kein oder wenig Geld damit ein. Nur die erfolgreichsten Zeichner können ihren Lebensunterhalt vollständig durch Spenden, Werbung, nachträgliche Druckausgaben und Merchandising finanzieren. Alternativ bieten Unternehmen wie Graphicsmash Webcomics gegen Bezahlung an. Es gibt auch spezialisierte Service-Anbieter wie Keenspot und Smack Jeeves, die gratis online Speicherplatz für Comic-Autoren anbieten.
In Japan sind Web-Manga fester Teil der Comiclandschaft und alle Comicverlage besitzen eigene Web-Manga-Magazine bzw. -Sites, die teilweise aus früheren Printmagazinen hervorgingen, so dass es heute etwa 100 Web-Manga-Magazine gibt. Beliebte Serien erhalten zusätzlich Printveröffentlichungen in Form von Sammelbänden und gelegentlich auch Adaptionen als Anime-Fernsehserien.

## Geschichte
Webcomics setzen das Internet, wörtlich verstanden das World Wide Web voraus. In seinem Buch Webcomics bezeichnet Sean Kleefeld die erstmals 1982 vorgeschlagenen Emoticons als Vorläufer der Webcomics, da sie „humor and graphics“ („Humor und Graphik“) über das Internet vermittelten. Es ist unklar, welcher der erste Webcomic im heutigen Sinne war. Die frühste Veröffentlichung eines Comics im Internet, für die Belege bekannt sind, ist T.H.E. Fox von Joe Ekaitis, 1986 über Compuserve. Der vermutlich erste im World Wide Web veröffentlichte Comic war NetBoy von Stafford Huyler, der ab 1993 in unregelmäßigen Abständen erschien.
Ende der 1990er stiegen die Nutzerzahlen des Internets stark an, und damit auch die Nachfrage nach und das Angebot an Webcomics. Internetnutzer waren zunächst Personen mit hohen technischen Kenntnissen, etwa Angestellte in der IT-Branche und Computerspieler. Einige bekannte Webcomics aus dieser Zeit setzen Spezialkenntnisse voraus, zum Teil schon in ihren Namen. Zur gleichen Zeit begannen die ersten Webcomicautoren, ihre Comics zu kommerzialisieren. Vereinzelt geschah dies, indem sie Comicstrips mit Charakteren aus selbstentwickelten Videospielen zeichneten und diese so beworben. Wichtiger waren jedoch Werbeanzeigen auf den Websites und der Verkauf von Fanartikeln, insbesondere T-Shirts. Das werbefinanzierte Portal Big Panda stellte eine gemeinsame Plattform für mehrere hundert Webcomics bereit, die so Hosting-Kosten sparen und von Lesern einfacher entdeckt werden konnten. Big Panda wurde von Comicautoren auch zur Vernetzung untereinander genutzt, scheiterte jedoch bald aus mehreren Gründen.
2000 wurden die Web Cartoonists' Choice Awards ins Leben gerufen, ein von und an Webcomic-Autoren verliehener Preis. In den nächsten Jahren zeichneten auch etablierte Comicpreise erstmals Webcomics aus oder führten eigene Kategorien ein. 2005 veröffentlichte Tyler Martin das WordPress-Theme ComicPress, das sich zu einem Standard in der Gestaltung von Webcomic-Webseiten entwickelte. Crowdfunding-Plattformen wie Kickstarter eröffneten neuen Möglichkeiten, mit Webcomics Geld zu verdienen. Die Kickstarter-Kampagne für den Webcomic The Order of the Stick erreichte 2012 über 1 Million US-Dollar, was sich viele Webcomic-Autoren zum Vorbild nahmen.

## Auszeichnungen
Seit 2005 wird bei den alljährlichen Eisner Awards ein Preis in der Kategorie Best Digital Comic verliehen, seit 2006 würdigt auch der Harvey Award die Webcomics mit der Kategorie Best Online Comic Works. Von 2001 bis 2008 gab es mit den Web Cartoonists’ Choice Awards eine jährliche Veranstaltung die allein auf Webcomics ausgerichtet war. 2009 traten die The Webcomic List Awards die inoffizielle Nachfolge an. In Deutschland wurde 2010 mit dem Web-Sondermann Preis zum ersten Mal ein Preis ausgeschrieben der sich rein auf deutschsprachige Webcomics bezog.

## Unterarten
Mit Sprites oder Hintergründen aus Computerspielen erstellte Webcomics werden auch Spritecomics genannt. Die Grafiken werden zu diesem Zweck für gewöhnlich (semi-)automatisch aus ROMs oder manuell aus Screenshots, die vom laufenden Spiel gemacht wurden, extrahiert, zu neuen Szenerien arrangiert und mit Sprechblasen und Effekten versehen.
Die südkoreanischen Webtoons unterscheiden sich wiederum häufig durch ihre fast durchgehende vertikale Panelanordnung ohne Seitenumbrüche.
2008 entstand die Gattung der Rage Comics, 2009 Polandball.